# Dreifaltigkeitskirche (Mochau)

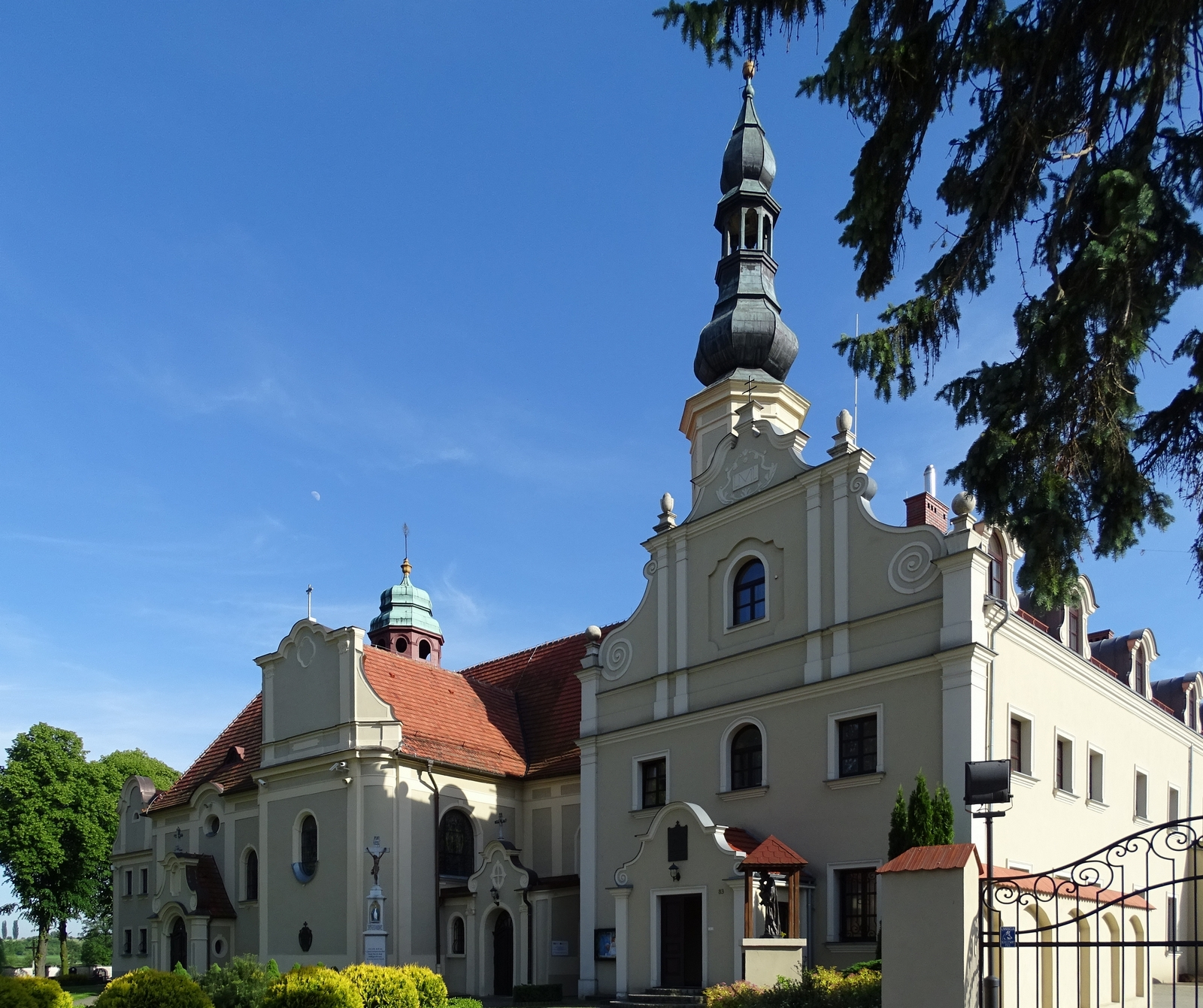
Dreifaltigkeitskirche mit Kongregationsgebäude

Die Dreifaltigkeitskirche (polnisch Kościół Kościół Świętej Trójcy) ist eine römisch-katholische Kirche in der schlesischen Ortschaft Mochau (Mochów) in der Woiwodschaft Opole. Die Kirche ist die Hauptkirche der Pfarrei Hl. Dreifaltigkeit (Parafia Kościół Świętej Trójcy) in Mochau.

## Geschichte

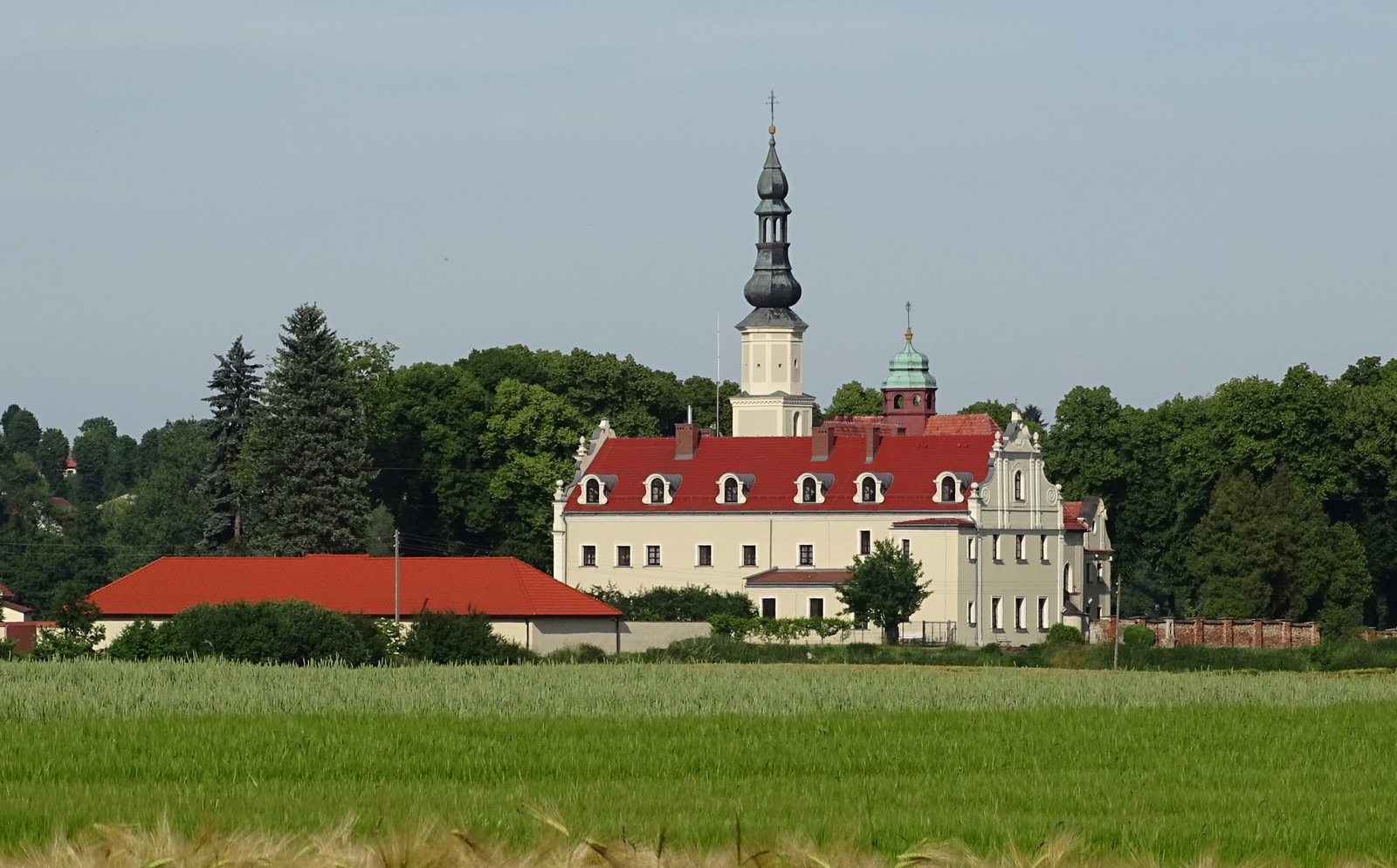
Blick über das Klostergelände

Die Pauliner gründeten 1388 im Auftrag von Herzog Wladislaus II. südlich von Mochau ein Kloster mit Kirche. Die Gründungsurkunde des Klosters stammt vom 20. Januar 1388. Bereits im 13. Jahrhundert bestand hier eine hölzerne Kapelle. Zwölf paulinische Mönche, die aus Ungarn aus dem Kloster in Rostra kamen, gründeten das Kloster. Während der Hussitenkriege wurden das Kloster und die Kirche 1428 geplündert und niedergebrannt. 1578 entstanden eine neue Kirche und ein neues Klostergebäude aus Stein.
Der Legende nach soll bei der Belagerung von Jasna Góra durch die Schweden 1655 die Schwarze Madonna von Częstochowa eingegriffen und das Kloster geschützt haben. Vor der Schlacht wurde die Ikone in das Paulinerkloster in Mochau gebracht. Am 16. April 1656 kehrte das Gemälde zurück in das Nationalkloster von Jasna Góra. 1705 kam das Gemälde ein zweites Mal nach Mochau, nachdem Jasna Góra erneut von schwedischen Truppen belagert wurde.
Im 18. Jahrhundert wurden die Kirche und das Klostergebäude im barocken Stil neu errichtet. 1810 wurde das Kloster säkularisiert. Die letzten Mönche verließen 1813 das Kloster. Am 31. Oktober 1844 wurden Kloster und Kirche an den Grafen von Oppersdorff in Oberglogau verkauft. Dieser ließ die Kirche instand setzen. Im gleichen Jahr wurde die Pfarrei in Mochau gegründet. 1863 erhielt die Kirche eine Orgel. Zwischen 1910 und 1911 wurde die Kirche in Richtung Westen ausgebaut. Die Inneneinrichtung wurde im neobarocken Stil geschaffen. 
Am 15. Juli 1972 übernahmen die Pauliner wieder das Kloster. Zwischen 1981 und 1986 wurde die Kirche saniert. Weitere Renovierungen erfolgten 1995 sowie zwischen 2009 und 2010.
Die Kirche steht seit 1959 unter Denkmalschutz, die Klostergebäude wiederum seit 1958.

## Architektur und Ausstattung

### Dreifaltigkeitskirche
Der Kirchenbau aus Backstein entstand im Stil des Barocks. Das Langhaus besitzt Stichkappentonnen. Der Glockenturm schließt mit einer Zwiebelhaube mit Laterne ab. Die Innenraumgestaltung entstand im neobarocken Stil. Der barocke Hauptaltar besitzt ein Gemälde der Muttergottes von Tschenstochau. Die Kanzel ist mit Stuckfiguren und vergoldeten Reliefs verziert.

### Kongregationsgebäude
Das zweigeschossige Kongregationsgebäude schließt direkt an den Turm der Kirche an. Das auf einem rechteckigen Grundriss stehende Gebäude besitzt ein Satteldach und ein Gewölbe mit Fresken aus dem 18. Jahrhundert.